# Nicomède IV
Pour les articles homonymes, voir Nicomède.
Nicomède IV Philopator, roi de Bithynie, est le petit-fils de Nicomède II Épiphane et le successeur, vers 95/94 av. J.-C., de Nicomède III Évergète.

## Biographie
Il revient à l'alliance romaine, abandonnée par son prédécesseur, et voit ses États envahis à deux reprises par le roi du Pont, Mithridate VI, qui lui oppose son demi-frère réel ou supposé : Socratès Chrèstos (i.e. « l'Oint ») entre 92 et 90 av. J.-C., puis l'un de ses propres fils.
Une fois rétabli sur son trône, Nicomède IV, poussé par ses alliés romains, envahit le royaume du Pont qu'il pille jusqu'à la ville d'Amastris et où il s'empare d'un butin non négligeable. Bien que Mithridate VI ait été cette fois l'agressé, les légats sénatoriaux donnent raison au roi de Bithynie.
En 89 av. J.-C., Nicomède IV, allié à Ariobarzane Ier de Cappadoce, envahit la Paphlagonie qui avait été partagée avec le royaume du Pont. Il s'agissait cette fois encore manifestement d'une provocation vis-à-vis de Mithridate VI. Ce dernier expulse une nouvelle fois de son royaume Ariobarzane Ier et rejette l'ultimatum qui lui interdisait de s'attaquer aux deux souverains alliés du Sénat (hiver 89/88 av. J.-C.).
Au printemps 88 av. J.-C., Nicomède IV entre de nouveau en Paphlagonie mais son armée se fait écraser. Mithridate VI attaque à son tour la Bithynie qu'il occupe et bat les troupes romaines locales. Le légat Manius Aquilius s'enferme dans Pergame avant de se retirer à Mytilène. Le gouverneur d'Asie L. Cassius, qui devait défendre la Phrygie et la Galatie, se retire sur le haut-Méandre avant d'abandonner sa province et de se réfugier à Rhodes. Ces événements sont à l'origine de la première guerre de Mithridate.
Nicomède IV s'enfuit à Rome, où il retrouve Ariobarzane Ier, et est rétabli une seconde fois par les Romains après la Paix de Dardanos en 85 av. J.-C.. À sa mort, en 74 av. J.-C., il cède son royaume à Rome par testament, prétexte utilisé par Mithridate VI pour intervenir une nouvelle fois, déclenchant ainsi la troisième guerre mithridatique.

## Relation avec Jules César
Dans sa « Vie du divin Julius », Suétone évoque les relations amoureuses de Nicomède IV et du jeune Jules César et souligne que, pour ce dernier, « sa réputation à l'égard des mœurs ne fut jamais entachée que par son intimité avec Nicomède mais cela lui valut un déshonneur grave et durable, qui l'exposait aux insultes de tous ». Il cite ensuite les railleries à ce sujet des ennemis politiques du futur consul, dont Cicéron. Lors des triomphes de César, les soldats défilaient dans Rome en criant : « César a soumis les Gaules et Nicomède César, voici que maintenant César triomphe, lui qui a soumis les Gaules ; Nicomède ne triomphe pas, lui qui a soumis César ».

## Sources
- Édouard Will, Histoire politique du monde hellénistique, Annales de l'Est, Nancy, 1967.
- Claude Vial, Les Grec de la paix d'Apamée à la bataille d'Actium, n° H 216, Éditions du Seuil, coll. « Points histoire », Paris, 1995  (ISBN 2020131315).